# TSG Harsewinkel
Turn-und Sportgemeinschaft von 1925 e.V. Harsewinkel é uma agremiação esportiva alemã, fundada a 5 de março de 1925, sediada em Harsewinkel na Renânia do Norte-Vestfália.
O clube conta com cerca de 2.500 membros repartidos em dez seções esportivas, entre as quais, aikidô, atletismo, badminton, futebol, ginástica, handebol, natação, esportes para pessoas especiais, tênis de mesa e vôlei.

## História
Foi criado ainda na década de 20 sob a apelação Sport-und Spielverein Harsewinkel ou SuS Harsewinkel. Em 1927, no futebol, o SuS foi renomeado DJK-SSV Harsewinkel. Um departamento de futebol foi criado. Em 25 de março de 1927, o DJK-SSV promoveu uma fusão com o TV Harsewinkel, criado a 15 de agosto de 1925, para formar o Turn-Spiel-und Sportgemeinschaft Harsewinkel ou TSSG Harsewinkel.
Mas essa fusão não perdurou longo tempo. Diversas brigas internas por conta das finanças apareceram rapidamente. Após alguns meses, os dois clubes tomaram rotas distintas sob as apelações de DJK Eintracht Harsewinkel ou TV Deutsche Turnerschar Harsewinkel.
Em 1933, desde sua chegada ao poder, o regime nazista decretou a interdição dos clubes comunistas ou socialistas. Posteriormente foi a vez dos times de esfera religiosa como o DJK. Os membros do DJK Eintracht se uniram ao TV que tomou o nome de Turn-und Sportverein Harsewinkel ou TSV Harsewinkel.
Em 1945, o clube foi dissolvido pelas autoridades de ocupação aliadas, como todos os clubes e associações alemãs de acordo com a Diretiva n°23. A 10 de outubro de 1945, os futebolistas reconstituíram o FC Harsewinkel. Um TV Harsewinkel foi recriado em seguida.
A 31 de maio de 1950, o FC Harsewinkel e o TV Harsewinkel se uniram para formar o Turn-und Sportgemeinschaft ou TSG Harsewinkel. Até o fim dos anos 1960, o TSG Harsewinkel melhorou em nível local. Em 1969, o fabricante de máquinas agrícolas "Claas" se juntou ao clube e M. Claas se tornou o presidente. Algumas ações de sustento ao futebol foram colocadas à venda em valores nominais de 50 a 1.000 marcos, cerca de 25 a 500 euros. O objetivo era o de profissionalizar o TSG Harsewinkel e inseri-lo posteriormente na Bundesliga. 
Em 1971, o clube subiu para a Landesliga Westfalen, em 1971. No mesmo instante, o presidente Claas e o diretor do clube, Frank, foram acusados de não respeitar as regras dos contratos dos jogadores. Esportivamente, a equipe obteve diretamente a ascensão para a Verbandsliga Westfalen, nível 3, na temporada seguinte. Chegou à última colocação, em 1973, e acabou rebaixada. Reconquistou diretamente o título da Landesliga, mas novamente ficou em último lugar na Verbandsliga em 1975.
Em 1977, o TSG Harsewinkel foi campeão de seu grupo na Landesliga pela terceira vez em cinco anos. Acabaria em décimo na Verbandsliga Westfalen em 1978. Em seguida, houve a fusão entre DJK Gütersloh e SV Arminia Gütersloh para formar o FC Gütersloh, o TSG Harsewinkel foi um dos fundadores da Oberliga Westfalen, instaurada a partir da temporada seguinte, no nível 3, da hierarquia do futebol alemão. Depois de duas temporadas, acabou rebaixado para a Verbandsliga.
Em 1981, o TSG Harsewinkel sofreu um segundo descenso consecutivo e chegou ao quinto nível, a Landesliga.
A equipe não mais conseguiria alcançar seus melhores tempos. Na temporada 2010-2011, o TSG Harsewinkel evoluiu na Kreisliga A Westfalen (Kreis Gütersloh), o nono nível da hierarquia da DFB.

## Títulos
- Campeão da Landesliga Westfalen (Grupo 1) - IV: 1972;
- Campeão da Landesliga Westfalen (Grupo 4) - IV: 1974;
- Campeão da Landesliga Westfalen (Grupo 5) - IV: 1977;
- Vice-campeão da Landesliga Westfalen (Grupo 5) - IV: 1976;
- Campeão da Kreisliga A Westfalen (Kreis Gütersloh) - IX: 2012;